# HIStory on Film, Volume II
HIStory on Film, Volume II é uma coletânea de clipes lançada por Michael Jackson em 1997 lançado pela Sony Music.

## Faixas
Nota: A versão em VHS contém um megamix que foi cortado das versões posteriores do DVD.

### Lado Um
1. Programme Start
2. HIStory Teaser Trailer
3. "Billie Jean" (Motown 25: Yesterday, Today and Forever)
4. "Beat It"
5. "Liberian Girl"
6. "Smooth Criminal"
7. 1995 MTV Video Music Awards Performance
  - "Don't Stop 'til You Get Enough" / "The Way You Make Me Feel" / "Scream" / "Beat It" / "Black or White" / "Billie Jean" / "Dangerous" / "You Are Not Alone"
8. "Thriller"

LADO DOIS
1. "Scream" (Dueto de Michael Jackson com Janet Jackson)
2. "Childhood" (Tema de "Free Willy 2")
3. "You Are Not Alone"
4. "Earth Song"
5. "They Don't Care About Us"
6. "Stranger in Moscow"
7. "Blood on the Dance Floor" (Refugee Camp Mix)
8. Brace Yourself